# Santa María Ribarredonda
Santa María Ribarredonda ist eine Gemeinde (municipio) mit 95 Einwohnern (Stand: 2024) in der nordspanischen Provinz Burgos in der Autonomen Gemeinschaft Kastilien und León.
Während in Santa María Ribarredonda zu Beginn des 20. Jahrhunderts noch über 600 Personen lebten, sank die Einwohnerzahl ab ca. 1930 kontinuierlich auf unter 100 ab etwa 2010. Bei einer Fläche von 11,76 km² entspricht das 2019 einer Bevölkerungsdichte von 7,65 Einwohnern/km².